# Holocausto na Holanda

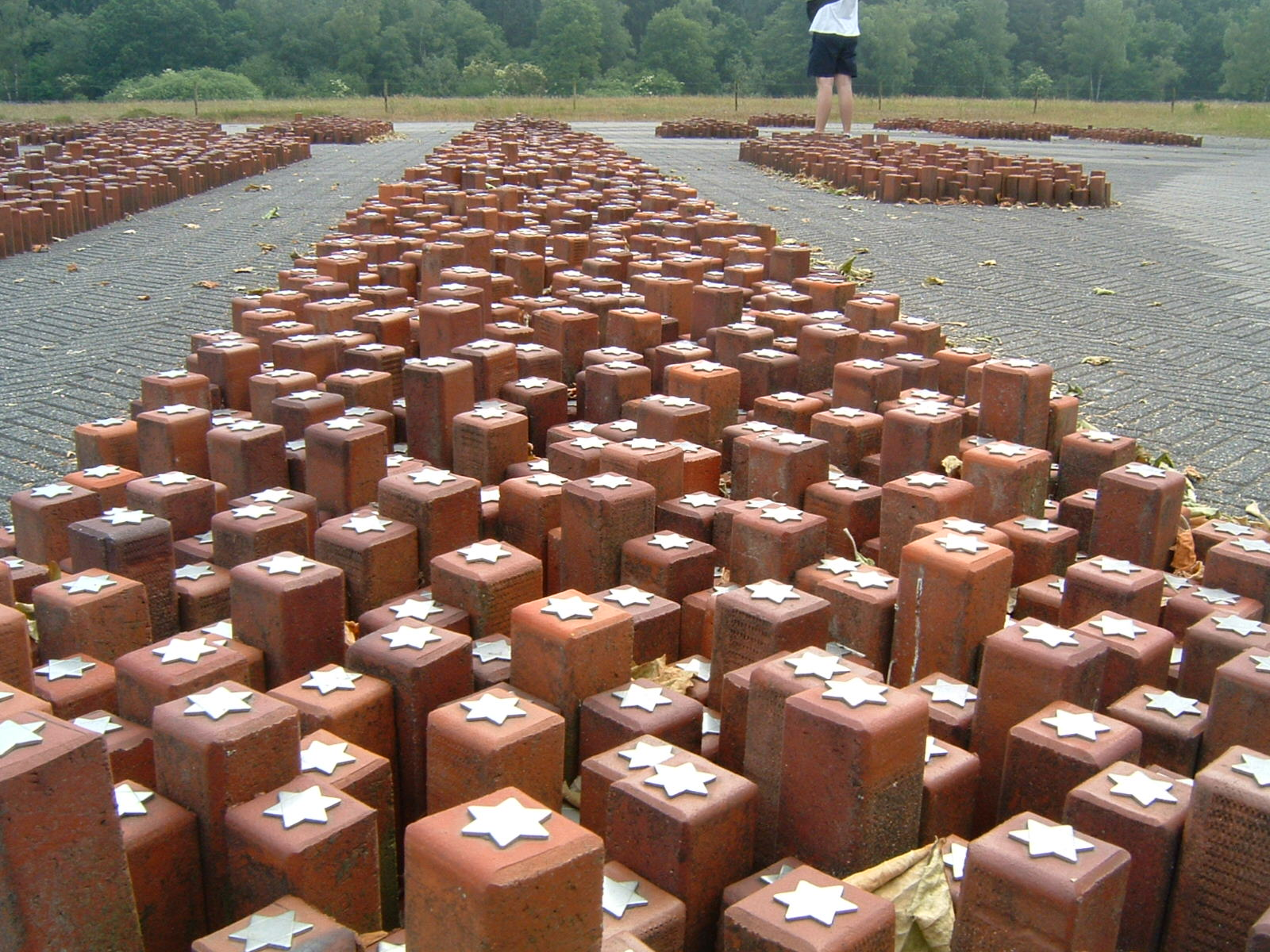
Monumento em Westerbork: Cada pedra representa uma pessoa que ficou presa em Westerbork e foi assassinada em um campo de concentração nazista.

O Holocausto na Holanda foi parte do Holocausto promovido pela Alemanha nazista em toda a Europa, e ocorreu durante a ocupação da Holanda pelos alemães. Em 1939 haviam cerca de 140.000 judeus vivendo na Holanda, entre eles de 24.000 a 25.000 judeus-alemães refugiados, que deixaram Alemanha na década de 1930. Outras fontes afirmam que cerca de 34.000 refugiados judeus entraram na Holanda entre 1933 e 1940, fugindo, principalmente, da Alemanha e da Áustria.
Cerca de 75% da população holandesa-judaica foi assassinada durante o Holocausto. O censo de 1947 relatou 14.346 judeus vivendo na Holanda, o que corresponde a 10% da população pré-guerra. Essa diminuição também é atribuída à emigração maciça de judeus para o então Mandato Britânico da Palestina (atualmente território de Israel).

## Visão geral
A força de ocupação nazista estimou o número de judeus holandeses, em 1941, em aproximadamente 154.000 pessoas. No censo nazista, cerca de 121.000 declararam-se da comunidade holandesa-israelita (asquenaze); 4.300 pessoas declararam-se da comunidade luso-israelita (Sefardita). Cerca de 19.000 pessoas afirmaram ter dois avós judeus (acredita-se que uma parte destes tinham três avós judeus, mas recusaram-se a declarar esse número, por medo de serem classificados como judeus, em vez de meio-judeus, pelas autoridades nazistas). Cerca de 6.000 pessoas relataram ter um avô judeu. Cerca de 2.500 pessoas que foram contabilizadas no censo como judias eram integrantes de uma igreja cristã, principalmente as congregações reformada holandesa, reformada calvinista ou católica romana.
Em 1941 a maior parte dos judeus holandeses morava em Amsterdã. O censo realizado naquele ano indica a distribuição geográfica, no país, dos judeus holandeses no início da Segunda Guerra Mundial (província; número de judeus – esse número não é baseado nos padrões raciais nazistas, mas sim na classificação das pessoas no censo):
- Groninga – 4.682
- Frísia – 851
- Drente – 2.498
- Overissel – 4.345
- Gelderland – 6.663
- Utrecht – 4.147
- Holanda do Norte – 87.026 (incluindo 79.410 em Amsterdã)
- Holanda do Sul – 25.617
- Zelândia – 174
- Brabante do Norte – 2.320
- Limburgo – 1.394
- Total – 139.717

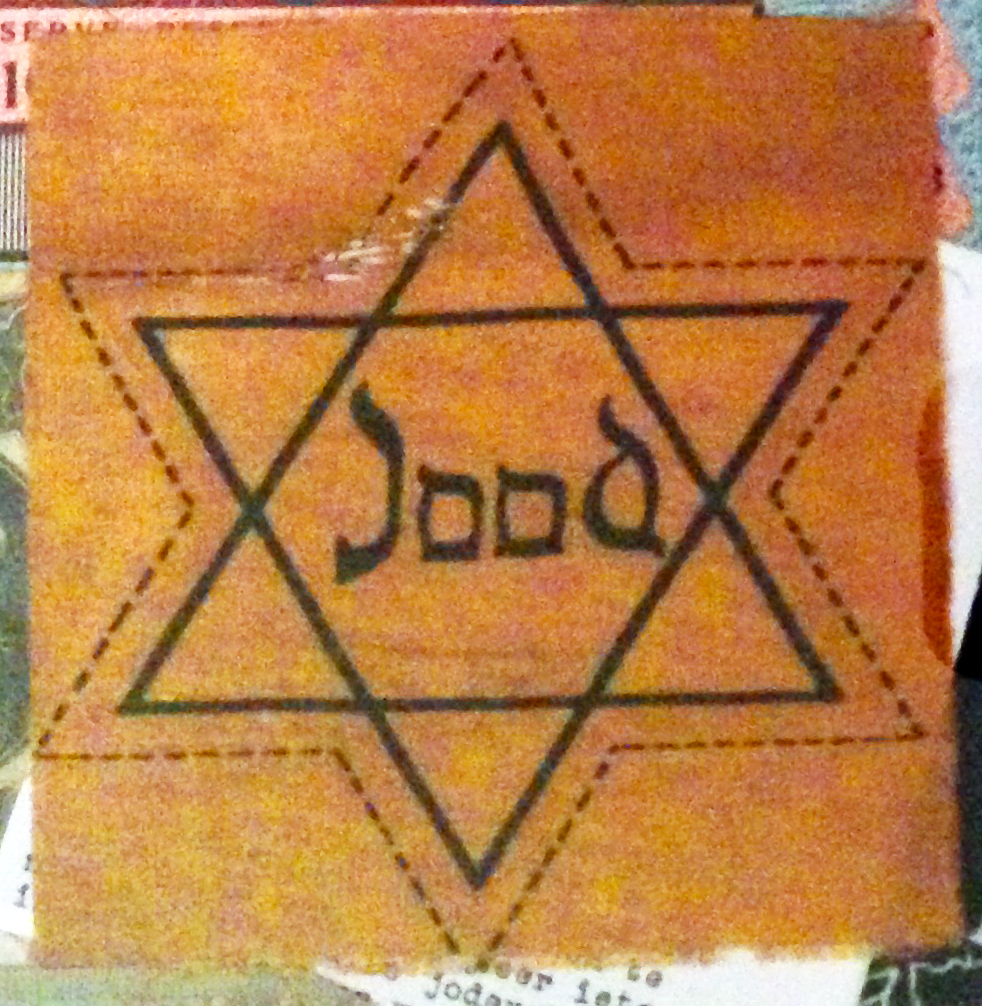
Estrela de Davi amarela que os judeus holandeses foram obrigados a usar.

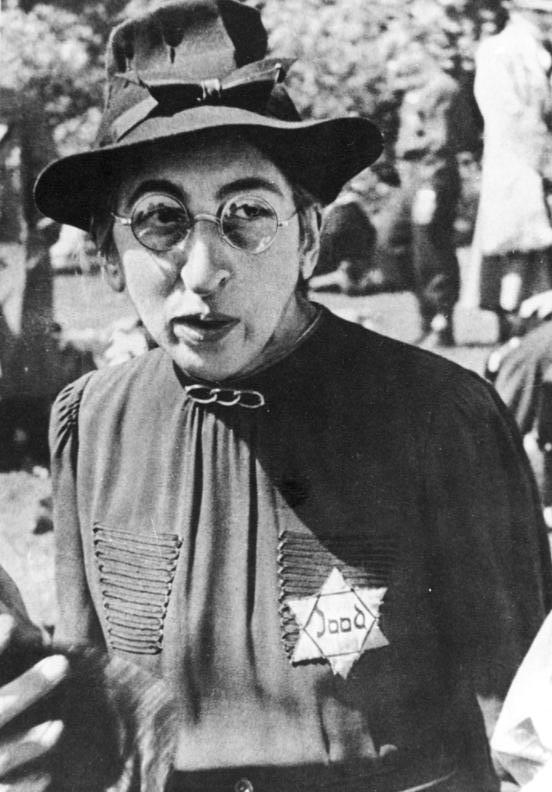
Mulher judia usando uma estrela de Davi amarela durante a incursão nazista em Amsterdã, em 20 de junho de 1943.

O número exato de judeus que sobreviveram ao Holocausto é estimado em 34.379 (dos quais 8.500 faziam parte de casamentos mistos e, portanto, poupados da deportação e possível assassinato nos campos de concentração nazistas). O número de "meio judeus" que sobreviveram na Holanda no final da Segunda Guerra Mundial, em 1945, é estimado em 14.545; o número de pessoas com uma quarta parte judaica que sobreviveram foi de 5.990. Cerca de 75% da população holandesa-judaica foi assassinada no Holocausto, uma porcentagem extraordinariamente alta em comparação com outros países ocupados na Europa Ocidental.
Alguns dos fatores que influenciaram o maior número de pessoas assassinadas incluem o aparato governamental que permaneceu praticamente intacto depois que a família real e o governo fugiram para Londres, e o fato de que a Holanda não estava sob um regime militar. O país também era o mais densamente habitado da Europa Ocidental, tornando difícil para muitos judeus se esconderem. 
A maioria dos judeus em Amsterdã era pobre, o que limitava suas opções de fuga ou esconderijos. A Holanda não possuí grandes planícies ou bosques que pudessem servir de esconderijo. Além disso, a administração civil tinha registros detalhados do número de judeus e onde eles viviam. 
O cidadão médio holandês desconhecia a operação de campos de extermínio durante a maior parte da ocupação. Todos os cidadãos holandeses eram obrigados a registrar-se e trabalhar na Alemanha. Quando os holandeses reconheceram a perseguição alemã aos judeus na Holanda, realizaram o primeiro ato de desobediência civil em massa na Europa ocupada durante a Segunda Guerra Mundial: o Februaristaking (em português: greve de fevereiro), demonstrando apoio aos judeus.

Uma teoria que oferece suporte a esta ideia é que os alemães fizeram uso do aparato administrativo e da polícia holandesa:
"Em seus preparativos para o extermínio dos judeus holandeses, os alemães puderam se valer da maior parte da infraestrutura administrativa do país. Os ocupantes tiveram que empregar apenas um pequeno contingente de seu próprio pessoal; Policiais holandeses patrulhavam as famílias para serem enviadas à morte na Europa Oriental. Trens das ferrovias holandesas, operados por funcionários holandeses, transportavam os judeus para campos de concentração na Holanda, que eram pontos de trânsito para Auschwitz, Sobibor e outros campos de extermínio." Relativo à colaboração holandesa, Eichmann é citado como tendo dito "Os transportes funcionam tão bem que é um prazer ver."

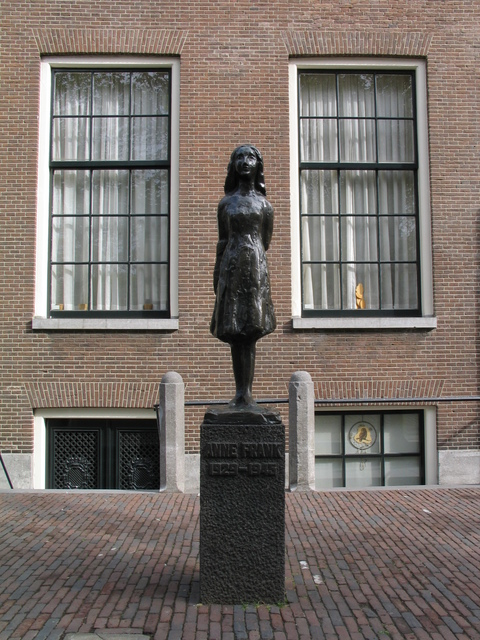
Esta estátua, em Amsterdã, homenageia Anne Frank, uma menina judia que se escondeu com sua família durante a Segunda Guerra Mundial. Ela e a família foram localizadas e deportadas. Seu pai sobreviveu e mais tarde publicou seu diário como um livro.

Durante o primeiro ano da ocupação da Holanda, os judeus, que já estavam registrados no país com base em sua crença (assim como protestantes, católicos e outros), tinham uma grande letra "J" carimbada em suas carteiras de identidade. Todos os cidadães holandeses tiveram que declarar se tinham ou não origens judias. Os alemães proibiram os judeus de certas ocupações e os isolaram da vida pública. 
A partir de janeiro de 1942 alguns judeus holandeses foram forçados a se mudar para Amsterdã; outros foram deportados para Westerbork, um campo de trânsito próximo ao vilarejo de Hooghalen. 
Westerbork foi criado em 1939, pelo governo holandês, como Campo Central de Refugiados para dar abrigo aos judeus que fugiam da perseguição nazista depois da Kristallnacht. Após a ocupação alemã da Holanda, em 1940, o campo de refugiados se tornou um campo de trânsito para judeus que seriam deportados para os campos de concentração nazistas na Europa Central e Oriental e, posteriormente, para os campos de extermínio. Quase todos os prisioneiros que deixaram Westerbork em direção ao leste foram assassinados antes do fim da Segunda Guerra Mundial.
Também foram enviados para Westerbork todos os judeus não holandeses. No total, mais de 15.000 judeus foram enviados para campos de trabalho. As deportações de judeus da Holanda para a Polônia ocupada pelos alemães e para Alemanha começaram em 15 de junho de 1942 e cessaram em 13 de setembro de 1944. Cerca de 101.000 judeus foram deportados em 98 transportes de Westerbork para Auschwitz (57.800; 65 transportes), Sobibor (34.313; 19 transportes), Bergen-Belsen (3.724; 8 transportes) e Theresienstadt (4.466; 6 transportes), onde a maioria foi assassinado.
Outros 6.000 judeus foram deportados de outros locais na Holanda (como Vught) para campos de concentração na Alemanha, Polônia e Áustria (para Mauthausen, por exemplo). Somente 5.200 judeus sobreviveram. 
A resistência holandesa ajudou a esconder entre 25.000 e 30.000 judeus; acredita-se que cerca de 16.500 judeus conseguiram sobreviver à guerra se escondendo. Entre 7.000 e 8.000 judeus sobreviveram fugindo para outros países, como Espanha, Reino Unido e Suíça, ou se casando com não-judeus (o que os salvou da deportação e possível morte). Ao mesmo tempo, houve colaboração de parte da população holandesa com os nazistas, incluindo a administração da cidade de Amsterdã, a polícia municipal e trabalhadores ferroviários, que ajudaram a prender e deportar judeus.
Uma das vítimas do Holocausto na Holanda mais conhecida é a jovem Anne Frank. Junto com sua irmã, Margot Frank, ela morreu de tifo em março de 1945 no campo de concentração de Bergen-Belsen. A doença se espalhou nos campos de concentração devido as condições de vida insalubres criadas deliberadamente pelos nazistas. A mãe de Anne Frank, Edith Frank-Holländer, foi assassinada por fome em Auschwitz. Seu pai, Otto Frank, sobreviveu a guerra, e posteriormente publicou seu diário em livro, com o título de Diário de Anne Frank. 
Outras notáveis vítimas holandesas do Holocausto incluem Etty Hillesum, cujos escritos também foram posteriormente publicados; Abraham Icek Tuschinski, e Edith Stein, que se converteu ao cristianismo e é conhecida como Santa Teresa Benedita da Cruz.
Maurice Frankenhuis construiu uma coleção de documentos, diários e artefatos coletados e recuperados ao longo de cinco décadas, desde a Primeira Guerra Mundial até a Segunda Guerra Mundial, incluindo documentos sobre esconderijos usados por judeus e o encarceramento em Westerbork e Theresienstadt. Sua pesquisa revelou que ele, junto com sua esposa e duas filhas, podem ter sido a única família holandesa nativa a sobreviver ao Holocausto holandês como uma unidade.
Em contraste com muitos outros países, onde todos os aspectos das comunidades e da cultura judaica foram destruídos durante o Shoah, uma quantidade notavelmente relevante de registros judaicos não foi destruída em Amsterdã, tornando a história dos judeus holandeses extraordinariamente bem documentada.

## Implementação da Solução Final

### Ocupação
A invasão alemã, em maio de 1940, acabou com a neutralidade da Holanda na Segunda Guerra Mundial. Nos dois anos seguintes, os nazistas usaram a burocracia holandesa para obter o controle do sistema administrativo. Em vez de formar um governo holandês independente ou estabelecer uma ocupação militar, o plano nazista para a Holanda envolvia a implementação de uma ocupação civil.:70
Os líderes nomeados pelos alemães para chefiar a administração civil na Holanda eram todos nazistas com uma consistente história ideológica. O representante de Hitler, o nazista austríaco Arthur Seyss-Inquart, prontamente assumiu o comando do sistema administrativo holandês como Reichskommissar dos territórios holandeses ocupados.:70 Hanns Albin Rauter foi nomeado Chefe Superior da SS e da Polícia (HSSPF). Rauter se reportava diretamente a Heinrich Himmler.:57
Uma das primeiras iniciativas de Rauter envolveu a transferência da polícia holandesa para o comando do Ministério da Justiça, controlado pelos nazistas. Rauter instrumentou a SS e a polícia com total autoridade sobre toda a população judaica da Holanda ocupada.:21 Isso deu à SS e à polícia autorização para perseguir judeus na Holanda e, em seguida, implementar a Solução Final.:71 Rauter não tinha apenas a polícia holandesa sob seu comando, mas também 4.700 policiais alemães à sua disposição.:66 Depois que os nazistas assumiram o controle do governo holandês, houve 128 casos de suicídio de judeus.:300

### Cadastro
Em novembro de 1941 os alemães obrigaram todos os oficiais e servidores públicos judeus a se registrarem junto às autoridades holandesas. Posteriormente, mais de 2.500 judeus perderam seus cargos públicos.:302 A expulsão de judeus holandeses do ensino médio e superior provocou uma resposta pública.:303
Em 10 de janeiro de 1941, Seyss-Inquart determinou o registro de cidadãos judeus.:610 Este decreto incluía cidadãos holandeses com um avô judeu. Cidadãos identificados como judeus tiveram suas carteiras de identidade marcadas com um "J" preto.:610 Os registros de nascimento, óbito e casamento de judeus na Holanda foram marcados para diferenciá-los dos cidadãos não judeus.:304 Em 1942, os judeus foram forçados a usar uma estrela amarela em suas roupas.:615
A geografia da Holanda tornou muito difícil a fuga dos judeus. O país tem menos de 20.000 milhas quadradas de planícies.:71 Durante a ocupação civil, estima-se que 25.000 judeus se esconderam na Holanda. Destes, um terço foi capturado e deportado. Dos que sobreviveram, 4.000 eram crianças pequenas.:72 Alguns foram traídos por amigos ou estranhos que concordaram em escondê-los sob falsos pretextos. Outros foram presos pela polícia.:72

### Roubo
Antes de serem deportados e assassinados, os judeus holandeses tiveram todos os seus bens roubados, incluindo negócios, imóveis, ativos financeiros, obras de arte e bens domésticos. Gerard Aalders, pesquisador do Instituto Estatal de Documentação de Guerra da Holanda, estima que a comunidade judaica holandesa foi "a mais afetada pela ganância alemã". A organização de saques foram perpetradas pela Dienststelle Muhlmann, chefiada por Kajetan Mühlmann e sob o comando Seyss-Inquart, o banco LIRO, um banco judeu chamado Lippmann & Rosenthal & Co., que havia sido adquirido pelos nazistas para disfarçar o roubo como transações legais, entre outras.

### Deportações

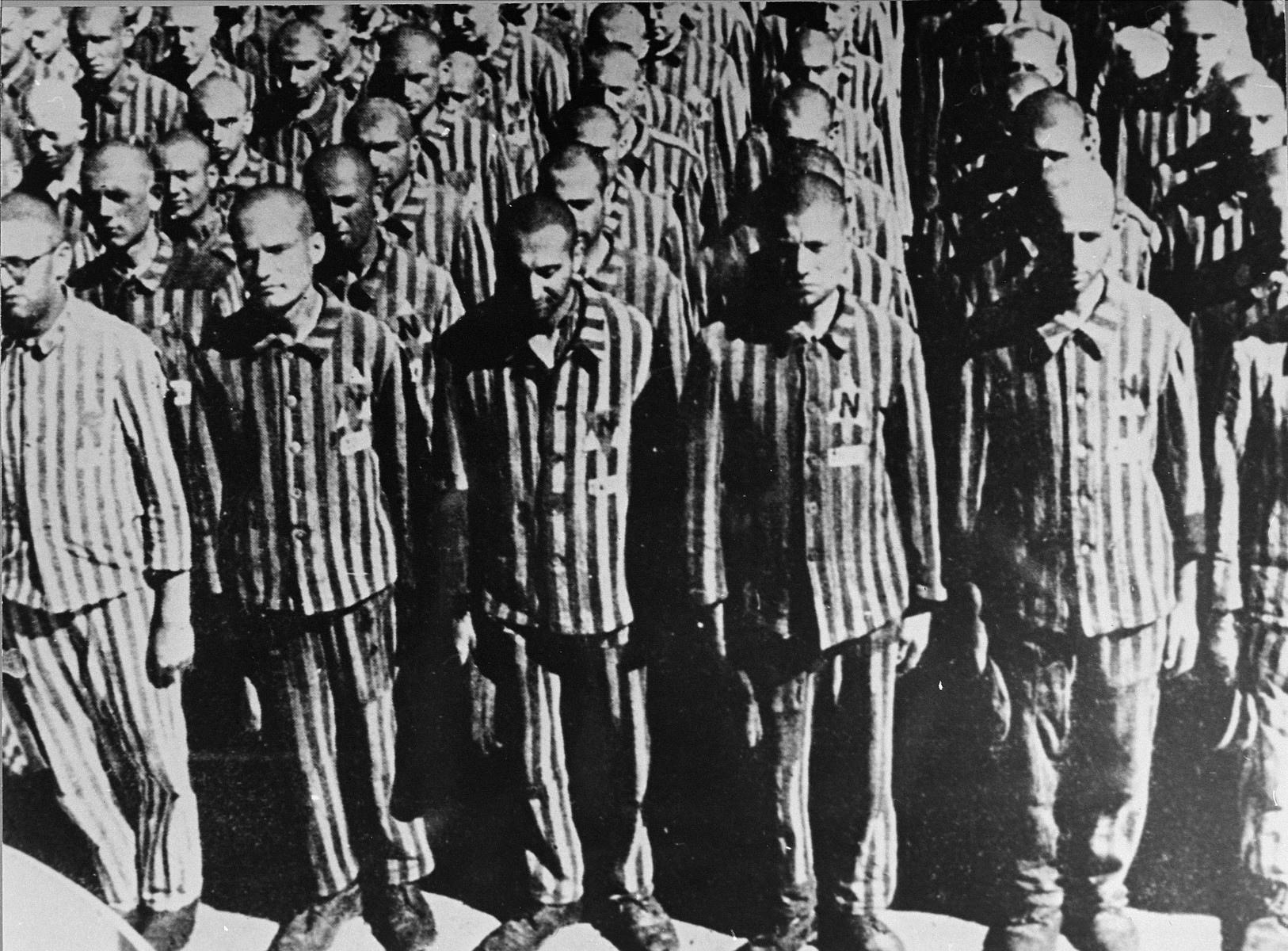
Judeus holandeses em Mauthausen, 26 de junho de 1941.

Quando Seyss-Inquart e Rauter ganharam poder sobre a administração holandesa, haviam 140.000 judeus no país. Cerca de 80.000 deles viviam em Amsterdã.:601 O status de residente dos judeus na Holanda era irrelevante para Seyss-Inquart e Rauter. Seyss-Inquart declarou: "Os judeus, para nós, não são holandeses. Eles são inimigos com os quais não podemos chegar a um armistício nem a paz".:601 Rauter enviou cartas a Himmler sobre o progresso do Holocausto na Holanda, informando-o de que "em toda a Holanda, cerca de 120.000 judeus estão sendo preparados para partir".:620 "Partir" era uma referência às deportações de judeus holandeses para os campos de concentração e extermínio.

### Detalhamento das deportações de 1940 a 1945
Entre 1941 e 1942, 1.700 judeus foram mandados de Amsterdã para Mauthausen, e 100 judeus foram deportados para Buchenwald, Dachau, Neuengamme (e posteriormente Auschwitz). Entre 1940 e 1941, cerca de 100 judeus foram enviados de prisões alemãs para diferentes campos de concentração, depois para Auschwitz. Mais de 2.000 judeus foram levados da França e Bélgica ocupadas para Auschwitz; somente 100 não foram assassinados. Entre 15 de julho de 1942 e 23 de fevereiro de 1943, 42.915 judeus foram deportados de Westerbork para Auschwitz, sendo que apenas 85 deles sobreviveram. 
De 20 de agosto a 8 de dezembro de 1942, 3.540 judeus foram detidos em diferentes campos de trabalhos forçados. Destes houve apenas 181 sobreviventes. Um total de 34.313 judeus foram deportados para Sobibor, de 2 de março a 20 de julho de 1943, e somente 19 sobreviveram, todos os outros foram assassinados. 
Entre 24 de agosto de 1943 e 3 de setembro de 1944, 11.985 judeus foram deportados de Westerbork para Auschwitz. Dessa deportação, 588 viveram. De 15 de novembro de 1943 a 3 de junho de 1944, 1.645 judeus foram mandados de Vught para Auschwitz, sendo que apenas 198 sobreviveram. 
De 1943 a 1944, 4.870 judeus foram enviados de Amsterdã e Westerbork para Theresienstadt. Dos quase 5.000 judeus enviados para Theresienstadt, 1.950 sobreviveram. Em outubro de 1943, 150 judeus foram enviados de Westerbork para Buchenwald e Ravensbrück. 
Em 1944, 3.751 judeus foram deportados de Westerbork para Bergen-Belsen. Este foi o transporte que teve a maior taxa de sobrevivência, com 2.050 judeus sobreviventes.
Um total de 107.000 judeus foram deportados de prisões holandesas e alemãs para campos de concentração, e posteriormente para Auschwitz. Somente 5.200 sobreviveram. 
Ao todo, 102.000 judeus holandeses foram assassinados pelos nazistas (três quartos da população judaica pré-guerra no país). Alguns eram holandeses nativos, outros refugiados que tentaram buscar asilo na Holanda.